# Phumin Kaewta
Phumin Kaewta (Thai: ภูมินทร์ แก้วตา, * 28. Januar 1996 in Bangkok), auch als Men bekannt, ist ein thailändischer Fußballspieler.

## Karriere
Seine fußballerische Profikarriere begann 2015 bei Muangthong United. Hier konnte er sich nicht durchsetzen und unterschrieb 2016 einen Vertrag beim Erstligaaufsteiger Pattaya United in Pattaya. In zwei Jahren konnte er, da er sich eine schwere Verletzung zuzog, nur 29 mal für den Verein auflaufen. Hier schoss er ein Tor. Nach der Saison 2018 zog es ihn nach Samut Prakan. Hier unterschrieb er einen Vertrag beim Erstligisten Samut Prakan City FC. Nach 15 Erstligaspielen für SPFC wechselte er im Juni 2020 zu seinem ehemaligen Verein Muangthong United nach Pak Kret. Für Muangthong bestritt er bis Jahresende drei Erstligaspiele. Anfang 2021 wechselte er auf Leihbasis zum Ligakonkurrenten PT Prachuap FC. Hier bestritt er 13 Ligaspiele. Nach der Leihe kehrte er zu Muangthong zurück. Nach insgesamt 15 Ligaspielen wurde sein Vertrag bei Muangthong im Sommer 2024 nicht verlängert. Im August 2024 verpflichtete ihn der Zweitligist Suphanburi FC. Nach 13 Ligaspielen für den Verein aus Suphanburi wechselte er Anfang Januar 2025 zum ebenfalls in der zweiten Liga spielenden Mahasarakham SBT FC. Nach einem Ligaspiel wurde sein Vertrag im Sommer 2025 nicht verlängert.

## Erfolge
Muangthong United
- Thailändischer Pokalfinalist: 2015